# Bruinschoudersmalsnuitje
Aethes bilbaensis is een vlinder uit de familie bladrollers (Tortricidae). De wetenschappelijke naam werd voor het eerst geldig gepubliceerd in 1877 door Rossler als Conchylis francillana var. bilbaensis.

## Voorkomen
De soort komt voor in Marokko, Algerije, het Iberisch schiereiland, het zuiden van Frankrijk, Italië, Kroatië, Albanië, Griekenland, Oostenrijk, Tsjechië, Slowakije, Hongarije, Roemenië, Bulgarije, Rusland, Klein azie, Libanon, Iran, Afghanistan, Pakistan en Kazachstan.